# بطولة أمم أوروبا 2032
بطولة أمم أوروبا 2032 (بالإنجليزية: 2032 UEFA European Football Championship)‏ والتي يشار إليها عادة باسم بطولة كرة القدم الأوروبية 2032 (بالإنجليزية: UEFA Euro 2032)‏ أو ببساطة يورو 2032 (بالإنجليزية: Euro 2032)‏ هي النسخة التاسعة عشرة من بطولة أمم أوروبا لكرة القدم للرجال، والتي تُنظم منافساتها كل أربع سنوات وتقام تحت رعاية الاتحاد الأوروبي لكرة القدم. ستلعب البطولة ما بين يونيو ويوليو من عام 2032. يُتوقع اختيار البلد المنظم للبطولة في أواخر 2023، مع إمكانية رفع عدد المشاركين فيها إلى 32 فريقاً.

## عملية تقديم العروض
على البلدان الراغبة في استضافة البطولة تقديم ملف به 10 ملاعب، واحد بسعة 60,000 مقعداً، واحد (يستحسن إثنين) بسعة 50,000 مقعداً, أربعة بسعة 40,000 مقعداً وثلاثة بحجم 30,000 مقعداً.

### الجدول الزمني لتحديد المستضيف
في 16 ديسمبر 2021، أعلنت اللجنة التنفيذية للاتحاد الأوروبي لكرة القدم أن عملية تقديم طلبات عروض الاستضافة ستتم بالتزامن مع شبيهتها الخاصة بيورو 2028. يمكن للبلدان الراغبة تقديم ملف لإحدى البطولتين أو كلتيهما. عملية اختيار البلد المستضيف ستتم كالٱتي:
- 17 ديسمبر 2021: فتح باب الترشح للاستضافة
- 23 مارس 2022: الموعد النهائي لتسجيل نية الاستضافة
- 30 مارس 2022: الإفصاح عن متطلبات الملف لمقدمي العروض
- 5 أبريل 2022: إعلان البلدان المقدمة للعروض
- 28 أبريل 2022: افتتاح ورشة عمل لمقدمي العروض
- 12 أكتوبر 2022: تقديم ملف العرض الأولي
- 12 أبريل 2023: تقديم ملف العرض النهائي
- سبتمبر 2023: تقديم العروض واختيار البلد المستضيف